# لوئیس یونکه
لوئیس یونکه (به انگلیسی: Louise Jöhncke) (زادهٔ ۳۱ ژوئیهٔ ۱۹۷۶) شناگر اهل سوئد است.